# 先天性心臟病
先天性心臟病（, CHD）简称先心病，是婴儿出生时就存在的心血管结构和功能的异常；其形成是因为胚胎时期心脏和大血管发育异常或发育障碍，以及出生后应退化的组织未退化所造成的心血管局部解剖结构异常。
先心病有其他异名，如：先天性心脏缺陷（congenital heart defect）、先天性心脏异常（congenital heart anomaly）、先天性心血管畸形（congenital cardiovascular malformation/deformity），且根据血流动力学结合病理生理变化，先天性心脏病可分为发绀型或者非发绀型，也可根据有无分流分为三类：无分流类、左至右分流类和右至左分流类。
先心病的徵象和症状隨心臟問題的種類而不同。症状可能很輕微，也可能危及生命。若有症狀，可能會包括呼吸急促、發紺、體重增加緩慢、以及容易疲倦。一般不會有胸痛的症狀。大部份的先天性心臟病不會和其他疾病一起出現。心臟缺陷可能會造成其他併發症，包括心臟衰竭。
先天性心臟病的成因大多未知。部分的病例歸因於在懷孕時期的感染（如德國麻疹）、使用特定藥物或有毒物質（如酒精或菸），而父母親也和此疾病有關連，如母親的營養不良或肥胖。父母親其中一方有先天性心臟病也是危險因子。某些基因的狀況也會和此心臟疾病有關，如唐氏症、透納氏症，和馬凡氏症候群。先天性心臟病可以分成兩類：發紺性心臟病和非發紺性心臟病，是依兒童是否會發紺來分。心臟病的發病位置可以包含心臟的內壁、心臟瓣膜，或是流入心臟或流出心臟的大血管。
先天性心臟病可以透過接種德國麻疹疫苗、含有碘的鹽，及添加了葉酸的某些食物製品，來達到部分的預防功效。某些情況下它是不需要被治療的
，其他則可以透過心導管手術或心臟外科手術完成有效的治療。有時則需要心臟移植。只要有適當的治療，即便病情再複雜，治療成果通常良好。
心臟疾病是最常見的先天缺陷。在2013年，全球有3430萬人罹患此疾病。根據診查狀況，先天性心臟病每千名活產新生兒大約可影響4至75人。而大約每千名活產新生兒內有6至19人可能有輕微至嚴重的病情。先天性心臟病是最主要先天疾病相關的死因。在2013年，先天性心臟病造成了323,000人的死亡，這個數字較1990年的366,000人死亡來的低。

先天心臟病發生率 2012
0-8
9-12
13-23
24-31
32-39
40-47
48-50
51-56
57-63
64-124

## 外部連結
- Congenital Heart Disease, Causes and Its Treatment
- 中的“先天性心臟病”
- Cove Point Foundation Congenital Heart Disease websiteArchive.today的存檔，存档日期2013-02-18 — comprehensive patient education, including animations of surgeries and interventions
- Congenital Heart Surgeons' Society Data Center（页面存档备份，存于） — a research organization based at The Hospital for Sick Children, Toronto
- Congenital heart disease information for parents.
- 馬偕紀念醫院小兒心臟科衛教資訊（页面存档备份，存于）
- （页面存档备份，存于）
- （页面存档备份，存于）